# Podział administracyjny Kościoła katolickiego w Gwinei Bissau
Podział administracyjny Kościoła katolickiego w Gwinei Bissau – w ramach Kościoła katolickiego w Gwinei Bissau funkcjonują obecnie dwie diecezje podporządkowane bezpośrednio Stolicy Apostolskiej. 
Jednostki administracyjne Kościoła katolickiego obrządku łacińskiego w Gwinei Bissau:
- Diecezja Bafatá
- Diecezja Bissau